# Pediobomyia darwini
Pediobomyia darwini är en stekelart som beskrevs av Girault 1913. Pediobomyia darwini ingår i släktet Pediobomyia och familjen finglanssteklar.
Artens utbredningsområde är Seychellerna. Inga underarter finns listade i Catalogue of Life.